# Ophiothrix congensis
Ophiothrix congensis is een slangster uit de familie Ophiotrichidae.
De wetenschappelijke naam van de soort werd in 1911 gepubliceerd door René Koehler.